# Трећа лига Црне Горе у фудбалу 2024/25.
Трећа лига Црне Горе у фудбалу 2024/25, 19 је такмичење у оквиру Треће лиге организовано од стране фудбалског савеза Црне Горе од оснивања 2006. и шесто такмичење организовано након реорганизације регија у оквиру Треће лиге: Јужне регије у Удружење клубова Југ, Средње регије у Удружење клубова Центар и Сјеверне регије у Удружење клубова Сјевер. У сезони 2024/25. лига је била подијељена на три регије: Југ, Центар и Сјевер.
У Другу лигу за сезону 2024/25. пласирао се Ибар, који је првобитно завршио на последњем мјесту у баражу у којем су учествовали још Будва и Зета, који су требали да се пласирају у Другу лигу због више постигнутих голова, али је Фудбалски савез донио одлуку да се и Будва и Зета врате у Трећу лигу, уз забрану напредовања у Другу лигу за сезону 2025/26, уколико освоје титуле у својим регијама за сезону 2024/25. због намјештења међусобне утакмице последњег кола баража, Из Друге лиге у трећу лигу Центар испао је Интернационал, док је у трећу лигу Сјевер испало Беране.
У регији Југ учествовало је седам клубова, играло се трокружним бод системом, свако са сваким кући и на страни по једном, док су се домаћини за трећи круг одређивали на основу позиција на табели примјеном обрнутог Бергеровог система за седам клубова, а због непарног броја у сваком колу је био слободан по један клуб. У регији Центар су такмичење почела 22 клуба, чиме је постављен рекорд лиге од њеног оснивања, а због великог броја клубова формат је промијењен у односу на претходне сезоне и оформљене су двије групе са по 11 клубова. У обје групе се играло двокружним бод системом, свако са сваким кући и на страни по једном, а због непарног броја клубова у сваком колу је слободан по један клуб. На крају првенства, двије првопласиране екипе из обје групе су играле доигравање за првака, првопласирани из групе А је играо против другопласираног из групе Б, а првопласирани из групе Б против другопласираног из групе А. Играла се по једна утакмица, а домаћини су били првопласиране екипе из група А и Б. У случају неријешеног резултата у регуларном дијелу изводили су се једанаестерци. У финалу се такође играла једна утакмица на неутралном терену, а у случају неријешеног резултата у регуларном дијелу изводили су се једанаестерци. У регији Сјевер учествовало је девет клубова, играло се трокружним бод системом, свако са сваким кући и на страни по једном, док су се домаћини за трећи круг одређивали на основу позиција на табели примјеном обрнутог Бергеровог система за девет клубова, а због непарног броја у сваком колу је био слободан по један клуб. Прваци све три регије на крају сезоне играју у баражу, гдје свако са сваким игра по једну утакмицу, а домаћини се одлучују жријебом. У односу на претходне сезоне, када су се два првопласирана клуба пласирала у Другу лигу, од сезоне 2024/25. формат је промијењен и у Другу лигу се пласира само првопласирани клуб, док другопласирани и трећепласирани играју додатни бараж са осмопласираним и деветопласираним клубом из Друге лиге на крају сезоне 2024/25. гдје се игра по једна утакмица на неутралном терену. У Другој лиги за сезону 2024/25. учествује девет клубова, због чега ниједан не испада директно, а два последњеплансирана играју бараж са првацима регија.
У регији Југ титулу је освојила Слога Стари Бар, седам бодова испред Будве, са 17 побједа и једним поразом, у регији Сјевер титулу је освојило Беране, које је пристигло на табели ОФК Борац захваљујући побједи од 4 : 0 на гостовању у међусобном дуелу у претпоследњем колу, док је у регији Центар титулу освојио Интернационал, који је у финалу доигравања побиједио Забјело, а у последњем колу регуларног дијела сезоне у групи А, Челик је побиједио Његош 39 : 0, чиме је поставио рекорд свих времена у Трећој лиги и у црногорском фудбалу. У првом колу баража Интернационал је побиједио Слогу, у другом колу су Слога и Беране ремизирали а Беране је побиједило на пенале, док је у последњем колу Беране побиједило Интернационал и пласирало се у Другу лигу. У додатном баражу, Интернационал је побиједио Ибар на пенале и пласирао се у Другу лигу, док је Слога изгубила од Кома и остала је у Трећој лиги, у регији Југ.

## Југ

### Клубови у сезони 2024/25.
| Клуб            | Мјесто      | Стадион                  | Капацитет | Позиција у сезони 2023/24. |
| --------------- | ----------- | ------------------------ | --------- | -------------------------- |
| Адреналин       | Котор       | Помоћни стадион ФК Бокељ |           | —                          |
| Балкан          | Бар         | Стадион СРЦ Тополица     | 2.000     | 7                          |
| Будва           | Будва       | Стадион Лугови           | 4.000     | 1                          |
| Обилић          | Херцег Нови | Стадион у Суторини       | 150       | —                          |
| Слога Радовићи  | Тиват       | Помоћни стадион ФК Грбаљ |           | 5                          |
| Слога Стари Бар | Бар         | Стадион СРЦ Тополица     | 2.000     | 3                          |
| Цетиње          | Цетиње      | Стадион Обилића Пољана   | 5.192     | 6                          |

### Резултати

#### Први и други круг
Домаћини су наведени у лијевој колони
|    | Екипа           | 1      | 2     | 3      | 4        | 5        | 6      | 7     |
| -- | --------------- | ------ | ----- | ------ | -------- | -------- | ------ | ----- |
| 1. | Адреналин       | XXX    | 3 : 0 | 4 : 10 | 1 : 3    | 6 : 4    | 0 : 9  | 1 : 5 |
| 2. | Балкан          | 2 : 3  | XXX   | 2 : 2  | 0 : 1    | 0 : 6    | 0 : 7  | 3 : 0 |
| 3. | Будва           | 7 : 1  | 5 : 0 | XXX    | 7 : 1    | 0 : 0    | 0 : 2  | 3 : 0 |
| 4. | Обилић          | 4 : 0  | 6 : 2 | 1 : 4  | XXX      | 1 : 1    | 0 : 5  | 5 : 0 |
| 5. | Слога Радовићи  | 2 : 2  | 4 : 1 | 1 : 3  | 2 : 1    | XXX      | 0 : 2  | 4 : 0 |
| 6. | Слога Стари Бар | 13 : 0 | 6 : 2 | 4 : 1  | 10 : 0   | 3 : 0    | XXX    | 4 : 0 |
| 7. | Цетиње          | 0 : 3  | 1 : 6 | 0 : 8  | 0 : 3 () | 3 : 0 () | 0 : 10 | XXX   |

#### Трећи круг
Домаћини су наведени у лијевој колони.
|    | Екипа           | 1     | 2      | 3     | 4     | 5     | 6     | 7     |
| -- | --------------- | ----- | ------ | ----- | ----- | ----- | ----- | ----- |
| 1. | Адреналин       | XXX   | 5 : 1  |       | 2 : 2 |       | 0 : 6 |       |
| 2. | Балкан          |       | XXX    | 2 : 7 |       | 0 : 3 |       | 7 : 2 |
| 3. | Будва           | 4 : 0 |        | XXX   | 3 : 0 |       |       | 3 : 0 |
| 4. | Обилић          |       | 3 : 1  |       | XXX   | 2 : 2 | 2 : 3 |       |
| 5. | Слога Радовићи  | 2 : 2 |        | 1 : 3 |       | XXX   |       | 4 : 1 |
| 6. | Слога Стари Бар |       | 12 : 0 | 1 : 2 |       | 5 : 1 | XXX   |       |
| 7. | Цетиње          | 0 : 3 |        |       | 0 : 2 |       | 0 : 6 | XXX   |

### Табела
| Позиција | Екипа           | Играно | Побједа | Неријешено | Изгубио | Дао гол. | При. гол. | Гол-разлика | Бодови | Напомене            |
| -------- | --------------- | ------ | ------- | ---------- | ------- | -------- | --------- | ----------- | ------ | ------------------- |
| 1.       | Слога Стари Бар | 18     | 17      | 0          | 1       | 108      | 8         | +101        | 51     | Бараж за Другу лигу |
| 2.       | Будва           | 18     | 14      | 2          | 2       | 72       | 20        | +52         | 44     |                     |
| 3.       | Обилић          | 18     | 8       | 3          | 7       | 37       | 43        | -6          | 27     |                     |
| 4.       | Слога Радовићи  | 18     | 6       | 5          | 7       | 37       | 35        | +2          | 23     |                     |
| 5.       | Адреналин       | 18     | 6       | 3          | 9       | 36       | 74        | -38         | 21     |                     |
| 6.       | Балкан          | 18     | 3       | 1          | 14      | 29       | 76        | -47         | 10     |                     |
| 7.       | Цетиње          | 18     | 2       | 0          | 16      | 12       | 75        | -63         | 6      |                     |

## Центар

### Група А

#### Клубови
| Клуб           | Мјесто      | Стадион                      | Капацитет | Позиција у сезони 2023/24. |
| -------------- | ----------- | ---------------------------- | --------- | -------------------------- |
| Забјело        | Подгорица   | Стадион ФК Забјело           | 1.000     | 4                          |
| Зета           | Зета        | Стадион Трешњица             | 4.000     | 1                          |
| Зора           | Даниловград | Стадион ФК Зора              | 3.000     | 9                          |
| Кариоке        | Подгорица   | Помоћни стадион ОФК Титоград |           | 10                         |
| Његош          | Даниловград | Стадион ФК Ком               | 3.000     | —                          |
| Олимпико       | Зета        | Стадион Трешњица             | 4.000     | 12                         |
| Оногошт        | Никшић      | Помоћни стадион ФК Сутјеска  |           | —                          |
| ОФК Спуж       | Даниловград | Стадион ФК Зора              | 3.000     | —                          |
| Стари аеродром | Подгорица   | Помоћни стадион ФК Будућност | 1.000     | —                          |
| Црвена стијена | Подгорица   | Стадион Црвене стијене       | 1.000     | 7                          |
| Челик          | Никшић      | Стадион Жељезаре             | 2.000     | 3                          |

#### Резултати
Домаћини су наведени у лијевој колони
|     | Екипа          | 1.     | 2.       | 3.  | 4.     | 5.       | 6.     | 7.       | 8.  | 9.       | 10.    | 11.      |
| --- | -------------- | ------ | -------- | --- | ------ | -------- | ------ | -------- | --- | -------- | ------ | -------- |
| 1.  | Забјело        | XXX    | 2 : 0    | XXX | 5 : 0  | 10 : 0   | 9 : 0  | 8 : 0    | XXX | 4 : 0    | 3 : 0  | 1 : 1    |
| 2.  | Зета           | 2 : 2  | XXX      | XXX | 7 : 0  | 27 : 0   | 13 : 0 | 4 : 1    | XXX | 2 : 1    | 2 : 0  | 1 : 2    |
| 3.  | Зора           | XXX    | XXX      | XXX | XXX    | XXX      | XXX    | XXX      | XXX | XXX      | XXX    | XXX      |
| 4.  | Кариоке        | 1 : 7  | 0 : 7    | XXX | XXX    | 13 : 0   | 3 : 0  | 4 : 2    | XXX | 3 : 2    | 0 : 5  | 0 : 13   |
| 5.  | Његош          | 0 : 17 | 0 : 19   | XXX | 0 : 9  | XXX      | 2 : 6  | 3 : 0 () | XXX | 2 : 13   | 1 : 23 | 0 : 3 () |
| 6.  | Олимпико       | 0 : 14 | 0 : 6    | XXX | 1 : 4  | 10 : 3   | XXX    | 1 : 2    | XXX | 0 : 3 () | 0 : 10 |          |
| 7.  | Оногошт        | 0 : 16 | 0 : 10   | XXX | 1 : 0  | 3 : 0 () | 6 : 1  | XXX      | XXX | 1 : 2    | 0 : 2  | 0 : 11   |
| 8.  | ОФК Спуж       | XXX    | XXX      | XXX | XXX    | XXX      | XXX    | XXX      | XXX | XXX      | XXX    | XXX      |
| 9.  | Стари аеродром | 0 : 4  | 0 : 6    | XXX | 4 : 2  | 15 : 2   | 6 : 0  | 7 : 1    | XXX | XXX      | 1 : 1  | 3 : 2    |
| 10. | Црвена стијена | 2 : 8  | 0 : 3 () | XXX | 1 : 2  | 15 : 0   | 3 : 0  | 10 : 1   | XXX | 3 : 0 () | XXX    | 3 : 2    |
| 11. | Челик          | 1 : 4  | 2 : 0    | XXX | 12 : 1 | 39 : 0   | 17 : 0 | 16 : 0   | XXX | 6 : 2    | 4 : 0  | XXX      |

#### Табела
| Мјесто | Екипа          | Играно | Побједа | Неријешено | Изгубио | Дао гол. | При. гол. | Гол-разлика | Бодови | Напомене             |
| ------ | -------------- | ------ | ------- | ---------- | ------- | -------- | --------- | ----------- | ------ | -------------------- |
| 1.     | Забјело        | 16     | 14      | 2          | 0       | 114      | 7         | +107        | 44     | Доигравање за титулу |
| 2.     | Зета           | 16     | 12      | 1          | 3       | 109      | 10        | +99         | 37     | Доигравање за титулу |
| 3.     | Челик          | 15     | 11      | 1          | 3       | 131      | 15        | +116        | 34     |                      |
| 4.     | Црвена стијена | 16     | 9       | 1          | 6       | 78       | 27        | +51         | 28     |                      |
| 5.     | Стари аеродром | 16     | 8       | 1          | 7       | 59       | 39        | +20         | 24     | (-1)                 |
| 6.     | Кариоке        | 16     | 7       | 0          | 9       | 42       | 67        | -25         | 21     |                      |
| 7.     | Оногошт        | 16     | 4       | 0          | 12      | 18       | 95        | -77         | 9      | (-3)                 |
| 8.     | Олимпико       | 15     | 2       | 0          | 13      | 19       | 101       | -82         | 6      |                      |
| 9.     | Његош          | 16     | 1       | 0          | 15      | 13       | 222       | -209        | 3      |                      |
| 10.    | Зора           | 0      | 0       | 0          | 0       | 0        | 0         | 0           | 0      | Искључени            |
| 11.    | ОФК Спуж       | 0      | 0       | 0          | 0       | 0        | 0         | 0           | 0      | Искључени            |

### Група Б

#### Клубови
| Клуб             | Мјесто      | Стадион                           | Капацитет    | Позиција у сезони 2023/24. |
| ---------------- | ----------- | --------------------------------- | ------------ | -------------------------- |
| Балкан иглс      | Тузи        | Стадион ФК Ком                    | 3.000        | —                          |
| Бока јуниорс мне | Подгорица   |                                   |              | —                          |
| Даниловград      | Даниловград | Стадион браће Велашевић           | 2.500        | —                          |
| Дрезга           | Подгорица   | Стадион ФК Дрезга                 | 1.000        | 8                          |
| Иларион          | Зета        | Свети Јован Владимир              | 1.000        | 5                          |
| Интернационал    | Подгорица   | Стадион ФК Ком                    | 3.000        | 9 у Другој лиги            |
| МКМ              | Подгорица   | Помоћни стадион ОФК Титоград      |              | —                          |
| Полет старс      | Никшић      | Стадион под Требјесом             | 1.000        | —                          |
| Рибница          | Подгорица   | Тренинг камп ФСЦГ                 | 1.160        | 11                         |
| ОФК Титоград     | Подгорица   | Стадион ОФК Титоград              | 2.000        | 2                          |
| Фанс јунајтед    | Подгорица   | Стадион ФК Ком, Стадион ФК Дрезга | 3.000, 1.000 | 6                          |

#### Резултати
Домаћини су наведени у лијевој колони
|     | Екипа            | 1.    | 2.  | 3.       | 4.    | 5.       | 6.    | 7.    | 8.       | 9.       | 10.   | 11.    |
| --- | ---------------- | ----- | --- | -------- | ----- | -------- | ----- | ----- | -------- | -------- | ----- | ------ |
| 1.  | Балкан иглс      | XXX   | XXX | 9 : 1    | 1 : 1 | 2 : 3    | 0 : 4 | 5 : 2 | 0 : 3 () | 6 : 2    | 4 : 1 | 0 : 2  |
| 2.  | Бока јуниорс мне | XXX   | XXX | XXX      | XXX   | XXX      | XXX   | XXX   | XXX      | XXX      | XXX   | XXX    |
| 3.  | Даниловград      | 2 : 7 | XXX | XXX      | 1 : 8 | 0 : 3 () | 1 : 2 | 4 : 4 | 2 : 3    | 2 : 3    | 2 : 2 | 0 : 11 |
| 4.  | Дрезга           | 1 : 3 | XXX | 3 : 1    | XXX   | 4 : 3    | 0 : 4 | 5 : 3 | 5 : 4    | 3 : 0 () | 4 : 3 | 0 : 3  |
| 5.  | Иларион          | 4 : 0 | XXX | 8 : 2    | 7 : 2 | XXX      | 1 : 3 | 5 : 1 | 7 : 0    | 4 : 0    | 2 : 1 | 4 : 2  |
| 6.  | Интернационал    | 3 : 0 | XXX | 11 : 0   | 8 : 0 | 1 : 1    | XXX   | 6 : 0 | 2 : 0    | 16 : 0   | 4 : 0 | 2 : 1  |
| 7.  | МКМ              | 0 : 7 | XXX | 1 : 5    | 0 : 4 | 0 : 1    | 1 : 5 | XXX   | 4 : 2    | 2 : 2    | 5 : 2 | 0 : 1  |
| 8.  | Полет старс      | 1 : 4 | XXX | 2 : 0    | 1 : 3 | 0 : 3 () | 1 : 4 | 1 : 0 | XXX      | 2 : 0    | 2 : 6 | 0 : 2  |
| 9.  | Рибница          | 0 : 5 | XXX | 3 : 0 () | 2 : 2 | 2 : 6    | 1 : 7 | 1 : 0 | 0 : 3 () | XXX      | 1 : 2 | 1 : 12 |
| 10. | ОФК Титоград     | 2 : 0 | XXX | 3 : 0 () | 3 : 1 | 0 : 3 () | 1 : 3 | 1 : 0 | 1 : 1    | 3 : 2    | XXX   | 2 : 5  |
| 11. | Фанс јунајтед    | 1 : 3 | XXX | 5 : 3    | 6 : 1 | 3 : 3    | 0 : 3 | 3 : 0 | 5 : 1    | 5 : 1    | 0 : 1 | XXX    |

#### Табела
| Мјесто | Екипа            | Играно | Побједа | Неријешено | Изгубио | Дао гол. | При. гол. | Гол-разлика | Бодови | Напомене             |
| ------ | ---------------- | ------ | ------- | ---------- | ------- | -------- | --------- | ----------- | ------ | -------------------- |
| 1.     | Интернационал    | 18     | 17      | 1          | 0       | 88       | 8         | +80         | 52     | Доигравање за титулу |
| 2.     | Иларион          | 18     | 14      | 2          | 2       | 68       | 23        | +45         | 44     | Доигравање за титулу |
| 3.     | Фанс јунајтед    | 18     | 12      | 1          | 5       | 67       | 25        | +42         | 37     |                      |
| 4.     | Балкан иглс      | 18     | 10      | 1          | 7       | 56       | 33        | +23         | 31     |                      |
| 5.     | Дрезга           | 18     | 9       | 2          | 7       | 47       | 53        | -6          | 29     |                      |
| 6.     | ОФК Титоград     | 18     | 8       | 2          | 8       | 34       | 39        | -5          | 25     | (-1)                 |
| 7.     | Полет старс      | 18     | 6       | 1          | 11      | 27       | 48        | -21         | 18     | (-1)                 |
| 8.     | МКМ              | 18     | 2       | 2          | 14      | 23       | 60        | -37         | 8      |                      |
| 9.     | Рибница          | 18     | 3       | 2          | 13      | 21       | 80        | -59         | 7      | (-4)                 |
| 10.    | Даниловград      | 18     | 1       | 2          | 15      | 26       | 88        | -62         | 3      | (-2)                 |
| 11.    | Бока јуниорс мне | 0      | 0       | 0          | 0       | 0        | 0         | 0           | 0      | Искључена            |

### Доигравање за титулу
Након завршетка такмичења по групама, двије првопласиране екипе из обје групе играју доигравање за првака, првопласирани из групе А игра против другопласираног из групе Б, а првопласирани из групе Б против другопласираног из групе А. Игра се по једна утакмица, а домаћини су првопласиране екипе из група А и Б. Уколико се утакмице заврше неријешено у регуларном дијелу изводе се једанаестерци. У финалу се такође игра једна утакмица на неутралном терену, а у случају да се заврши неријешено у регуларном дијелу изводе се једанаестерци.

#### Полуфинале
| Забјело                                                          | 3 : 0 | Иларион |
| ---------------------------------------------------------------- | ----- | ------- |
| Андрија Глушчевић 42’ · Андрија Глушчевић 69’ · Дени Пиранић 90’ |       |         |

| Интернационал                    | 2 : 1 | Челик               |
| -------------------------------- | ----- | ------------------- |
| Томо Шоћ 51’ · Ервин Ћоровић 88’ |       | Божо Марковић 45+2’ |

#### Финале
| Забјело                                                                         | 1 : 1 | Интернационал                                                               |
| ------------------------------------------------------------------------------- | ----- | --------------------------------------------------------------------------- |
| Милош Драгаш 4’                                                                 |       | Адил Аџовић 29’                                                             |
| Пенали                                                                          |       |                                                                             |
| Андрија Глушчевић · Адил Аџовић · Мирко Раичевић · Мило Ћетковић · Борис Дошљак | 2 : 3 | Амар Метхаџовић · Томо Шоћ · Ђорђе Мујовић · Ервин Ћоровић · Стефан Дајевић |

## Сјевер

### Клубови у сезони 2024/25.
| Клуб       | Мјесто      | Стадион                    | Капацитет | Позиција у сезони 2023/24. |
| ---------- | ----------- | -------------------------- | --------- | -------------------------- |
| Беране     | Беране      | Градски стадион            | 10.000    | 10 у Другој лиги           |
| Брсково    | Мојковац    | Градски стадион            | 1.000     | 4                          |
| Гусиње     | Гусиње      | Градски стадион            | 3.000     | 9                          |
| Комови     | Андријевица | Стадион Прљаније           | 1.000     | 5                          |
| ОФК Борац  | Бијело Поље | Градски стадион у Мојковцу | 1.000     | 2                          |
| ОФК Гусиње | Гусиње      | Градски стадион            | 3.000     | 6                          |
| Петњица    | Петњица     | Стадион Гусаре             | 1.000     | 7                          |
| Пљевља     | Пљевља      | Градски стадион            | 5.140     | 3                          |
| Полимље    | Мурино      | Стадион у Мурину           | 100       | 8                          |

### Резултати

#### Први и други круг
Домаћини су наведени у лијевој колони
|    | Екипа      | 1        | 2      | 3        | 4     | 5        | 6        | 7      | 8        | 9        |
| -- | ---------- | -------- | ------ | -------- | ----- | -------- | -------- | ------ | -------- | -------- |
| 1. | Беране     | XXX      | 10 : 2 | 8 : 1    | 3 : 0 | 1 : 0    | 11 : 0   | 11 : 0 | 3 : 0 () | 3 : 0    |
| 2. | Брсково    | 2 : 6    | XXX    | 5 : 0    | 4 : 2 | 2 : 4    | 5 : 0    | 2 : 3  | 0 : 2    | 3 : 1    |
| 3. | Гусиње     | 1 : 2    | 0 : 7  | XXX      | 0 : 0 | 1 : 3    | 2 : 4    | 3 : 2  | 3 : 5    | 1 : 5    |
| 4. | Комови     | 0 : 2    | 1 : 0  | 4 : 0    | XXX   | 0 : 2    | 1 : 2    | 3 : 0  | 2 : 1    | 0 : 1    |
| 5. | ОФК Борац  | 3 : 0 () | 3 : 2  | 7 : 0    | 5 : 1 | XXX      | 3 : 1    | 5 : 2  | 1 : 0    | 4 : 1    |
| 6. | ОФК Гусиње | 0 : 8    | 1 : 2  | 0 : 1    | 1 : 7 | 0 : 5    | XXX      | 2 : 3  | 1 : 4    | 1 : 1    |
| 7. | Петњица    | 1 : 6    | 3 : 3  | 5 : 1    | 2 : 1 | 0 : 3    | 1 : 1    | XXX    | 1 : 4    | 2 : 2    |
| 8. | Пљевља     | 0 : 3    | 1 : 3  | 3 : 0 () | 4 : 2 | 0 : 6    | 3 : 0 () | 5 : 1  | XXX      | 3 : 0 () |
| 9. | Полимље    | 0 : 3    | 1 : 1  | 7 : 2    | 1 : 1 | 0 : 3 () | 3 : 0    | 4 : 0  | 6 : 2    | XXX      |

#### Трећи круг
Домаћини су наведени у лијевој колони.
|    | Екипа      | 1     | 2     | 3      | 4     | 5     | 6     | 7     | 8     | 9     |
| -- | ---------- | ----- | ----- | ------ | ----- | ----- | ----- | ----- | ----- | ----- |
| 1. | Беране     | XXX   |       | 11 : 0 |       |       |       | 5 : 0 | 5 : 0 | 4 : 0 |
| 2. | Брсково    | 0 : 2 | XXX   | 4 : 2  |       |       |       | 2 : 1 |       | 3 : 5 |
| 3. | Гусиње     |       |       | XXX    |       | 2 : 7 |       | 1 : 2 | 4 : 1 | 3 : 1 |
| 4. | Комови     | 0 : 5 | 4 : 0 | 4 : 0  | XXX   |       |       | 4 : 1 |       |       |
| 5. | ОФК Борац  | 0 : 4 | 5 : 3 |        | 3 : 0 | XXX   | 7 : 2 |       |       |       |
| 6. | ОФК Гусиње | 1 : 7 | 4 : 0 | 3 : 0  | 1 : 1 |       | XXX   |       |       |       |
| 7. | Петњица    |       |       |        |       | 1 : 4 | 0 : 1 | XXX   | 3 : 0 | 2 : 2 |
| 8. | Пљевља     |       | 2 : 6 |        | 0 : 3 | 0 : 0 | 0 : 1 |       | XXX   |       |
| 9. | Полимље    |       |       |        | 2 : 3 | 0 : 4 | 1 : 6 |       | 2 : 3 | XXX   |

### Табела
| Мјесто | Екипа      | Играно | Побједа | Неријешено | Изгубио | Дао гол. | При. гол. | Гол-разлика | Бодови | Напомене                 |
| ------ | ---------- | ------ | ------- | ---------- | ------- | -------- | --------- | ----------- | ------ | ------------------------ |
| 1.     | Беране     | 24     | 23      | 0          | 1       | 123      | 11        | +112        | 68     | (-1) Бараж за Другу лигу |
| 2.     | ОФК Борац  | 24     | 21      | 1          | 2       | 87       | 23        | +64         | 64     |                          |
| 3.     | Комови     | 24     | 10      | 3          | 11      | 44       | 40        | +4          | 33     |                          |
| 4.     | Брсково    | 24     | 10      | 2          | 12      | 61       | 63        | -2          | 32     |                          |
| 5.     | Пљевља     | 24     | 10      | 1          | 13      | 43       | 56        | -13         | 30     | (-1)                     |
| 6.     | Полимље    | 24     | 7       | 5          | 12      | 46       | 57        | -11         | 24     | (-2)                     |
| 7.     | ОФК Гусиње | 24     | 7       | 3          | 14      | 33       | 76        | -43         | 23     | (-1)                     |
| 8.     | Петњица    | 24     | 6       | 4          | 14      | 36       | 75        | -39         | 22     |                          |
| 9.     | Гусиње     | 24     | 4       | 1          | 19      | 28       | 100       | -72         | 12     | (-1)                     |

## Плеј оф за пласман у Другу лигу
Након завршеног лигашког дијела у регијама, прваци све три регије играли су међусобно у баражу за пласман у Другу лигу; играла се само по једна утакмица, а домаћини су одлучени жријебом. Због лакшег утврђивања коначне табеле у баражу, на свакој утакмици која би се завршила неријешено, изводили су се једанаестерци на којима је побједник добијао додатни бод, поред једног бода за реми. У односу на претходне сезоне, када су се два првопласирана клуба пласирала у Другу лигу, од сезоне 2024/25. формат је промијењен и у Другу лигу се пласирао само првопласирани клуб, док су другопласирани и трећепласирани играли додатни бараж са осмопласираним и деветопласираним клубом из Друге лиге на крају сезоне 2024/25. гдје се играла по једна утакмица на неутралном терену.
У баражу су учествовали:
- Слога Стари Бар — првак регије Југ,
- Интернационал — првак регије Центар,
- Беране — првак регије Сјевер.

Жријебом је одлучено да у првој утакмици 17. маја играју Интернационал и Слога Стари Бар, у другој утакмици 21. маја Слога Стари Бар и Беране, а у последњој Беране и Интернационал 25. маја.

### Бараж мечеви
| Интернационал     | 1 : 0 | Слога Стари Бар |
| ----------------- | ----- | --------------- |
| Ервин Ћоровић 67’ |       |                 |

| Слога Стари Бар                                                                    | 1 : 1 | Беране                                                                       |
| ---------------------------------------------------------------------------------- | ----- | ---------------------------------------------------------------------------- |
| Енес Хабибовић 73’                                                                 |       | Владимир Поповић 20’                                                         |
| Пенали                                                                             |       |                                                                              |
| Бенјамин Кацић · Саво Стојановић · Ћамил Чаушић · Вељко Михаљевић · Енес Хабибовић | 3 : 4 | Матија Анђић · Никола Ђукић · Дамир Адровић · Марко Шћепановић · Вук Вулевић |

| Беране                                     | 2 : 1 | Интернационал       |
| ------------------------------------------ | ----- | ------------------- |
| Никола Ђукић 79’ · Ристо Пејовић 89’ (аг.) |       | Амар Метхаџовић 20’ |

|    | Табела баража за пласман у Другу лигу | И | Д | Н | И | ДГ | ПГ | ГР | Бод. |
| -- | ------------------------------------- | - | - | - | - | -- | -- | -- | ---- |
| 1. | Беране                                | 2 | 1 | 1 | 0 | 3  | 2  | +1 | 5    |
| 2. | Интернационал                         | 2 | 1 | 0 | 1 | 2  | 2  | 0  | 3    |
| 3. | Слога Стари Бар                       | 2 | 0 | 1 | 1 | 1  | 2  | -1 | 1    |

У Другу лигу 2025/26. директно се пласирало Беране, док су Интернационал и Слога Стари Бар играли додатни бараж.

### Додатни бараж за пласман у Другу лигу
Послије плеј-офа за пласман у Другу лигу који су играли прваци све три регије, другопласирани и трећепласирани из плеј-офа играли су у додатном баражу против осмопласираног и деветопласираног из Друге лиге на крају сезоне 2024/25. а играла се по једна утакмица на неутралном терену. Одлучено је да се утакмице играју 28. маја, Интернационал који је завршио на другом мјесту у баражу играо је против Ибра у Бијелом Пољу, а трећепласирана Слога је играла против Кома у Котору.
| Интернационал                                                                | 0 : 0 | Ибар                                                         |
| ---------------------------------------------------------------------------- | ----- | ------------------------------------------------------------ |
|                                                                              |       |                                                              |
| Пенали                                                                       |       |                                                              |
| Ервин Ћоровић · Марко Мујовић · Томо Шоћ · Богдан Обрадовић · Стефан Дајевић | 5 : 3 | Харис Терзић · Исмар Хоџић · Бојан Влаовић · Лазар Шекуларац |

| Ком                                                      | 3 : 1 | Слога Стари Бар    |
| -------------------------------------------------------- | ----- | ------------------ |
| Лука Сили 2’ · Лука Михаљевић 72’ · Лука Михаљевић 90+6’ |       | Енес Хабибовић 52’ |

У Другу лигу 2025/26. пласирао се Интернационал и опстао је Ком, док је Ибар испао у Трећу лигу Сјевер, а Слога је остала у Трећу лигу Југ.